# Famille von Bodenhausen

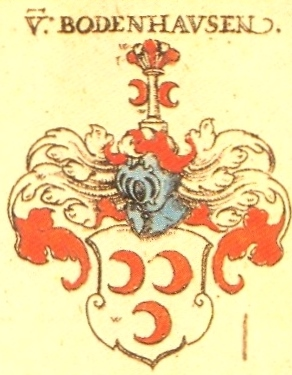
Armoiries de la famille von Bodenhausen

La famille von Bodenhausen est une famille noble originaire de Basse-Saxe. Plus tard, les seigneurs de Bodenhausen ont également acquis des possessions et de la réputation en Hesse, Brunswick, Anhalt, Saxe et Prusse. Des branches de la famille existent encore aujourd'hui. La lignée autrefois établie en Hesse est toujours membre de la chevalerie de l'ancienne Hesse (de).

## Histoire

### Origine

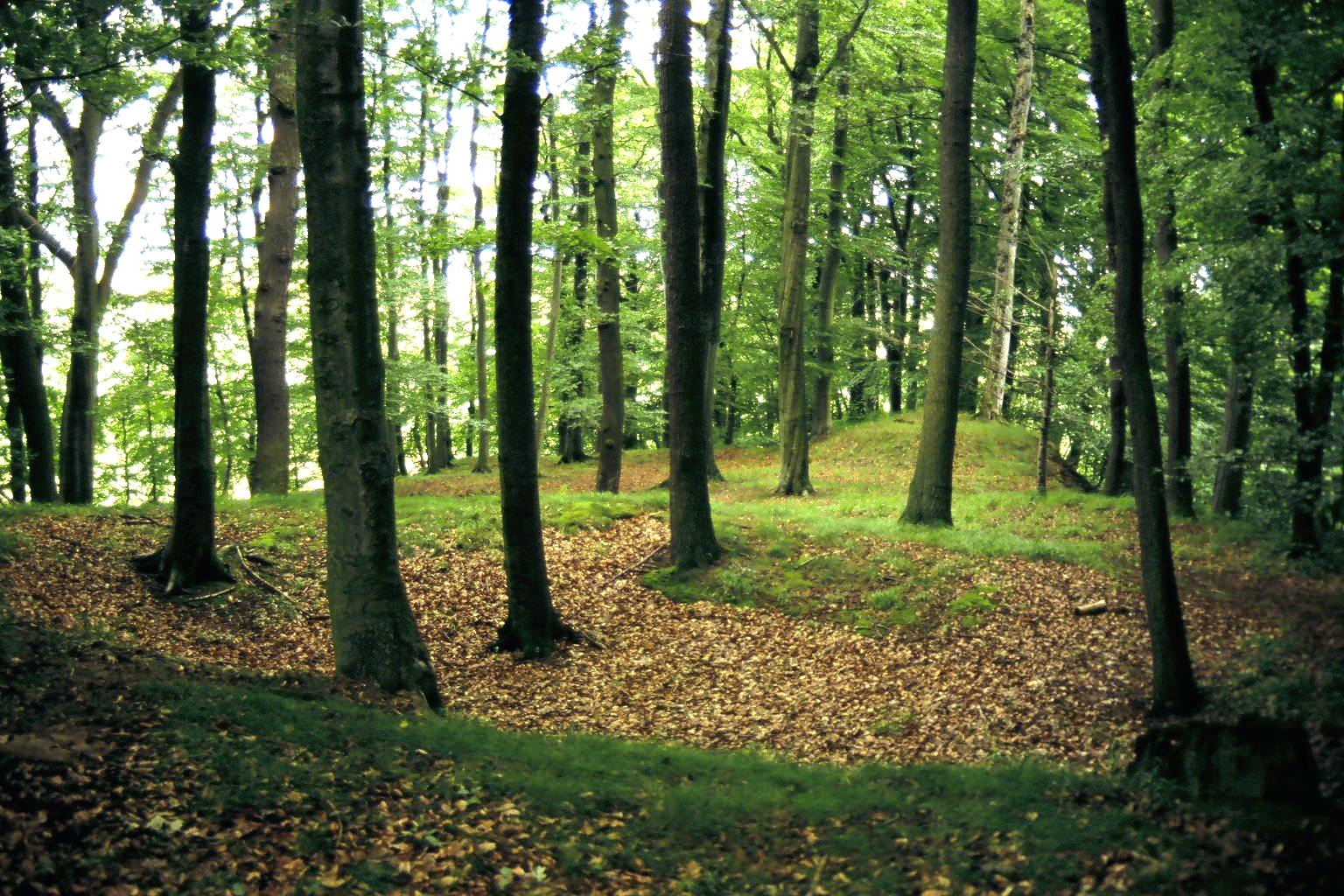
de Bodenhausen

La famille apparaît pour la première fois avec Teginhardus de Bodenhusen, qui est mentionné dans des documents de 1135 à 1150. C'est également avec lui que commence la lignée. En 1186, un Heinrich von Bodenhausen est mentionné dans un document sur le Rusteberg. Selon Johann Georg Leuckfeld (de), un autre porteur précoce du nom est le chevalier Heinrich von Bodenhausen, qui apparaît comme témoin dans un diplôme délivré par le duc Albert de Brunswick à l'abbaye de Pöhlde en 1297. Cyriacus Spangenberg cite Johann von Bodenhausen en 1360 comme "Derectorum Doctor" et chanoine d'Erfurt.
Le siège originel de la famille est probablement le château de Bodenhausen (de) du même nom près de Ballenhausen. Une littérature plus ancienne mentionne également une ferme Bodenhausen près d'Ehlen.
Il n'est pas établi si les seigneurs de Bodenhausen et Hanstein sont liés à la famille noble von Saulheim (de) en Hesse rhénane. Les trois familles nobles utilisent les mêmes armoiries et sont au XIIe siècle des serviteurs ou des ministériels des archevêques de Mayence, les Hanstein au château de Rusteberg (de), les Bodenstein au château de Bodenhausen (de) et les Saulheim dans la région du Rhin.

### Expansion et possessions

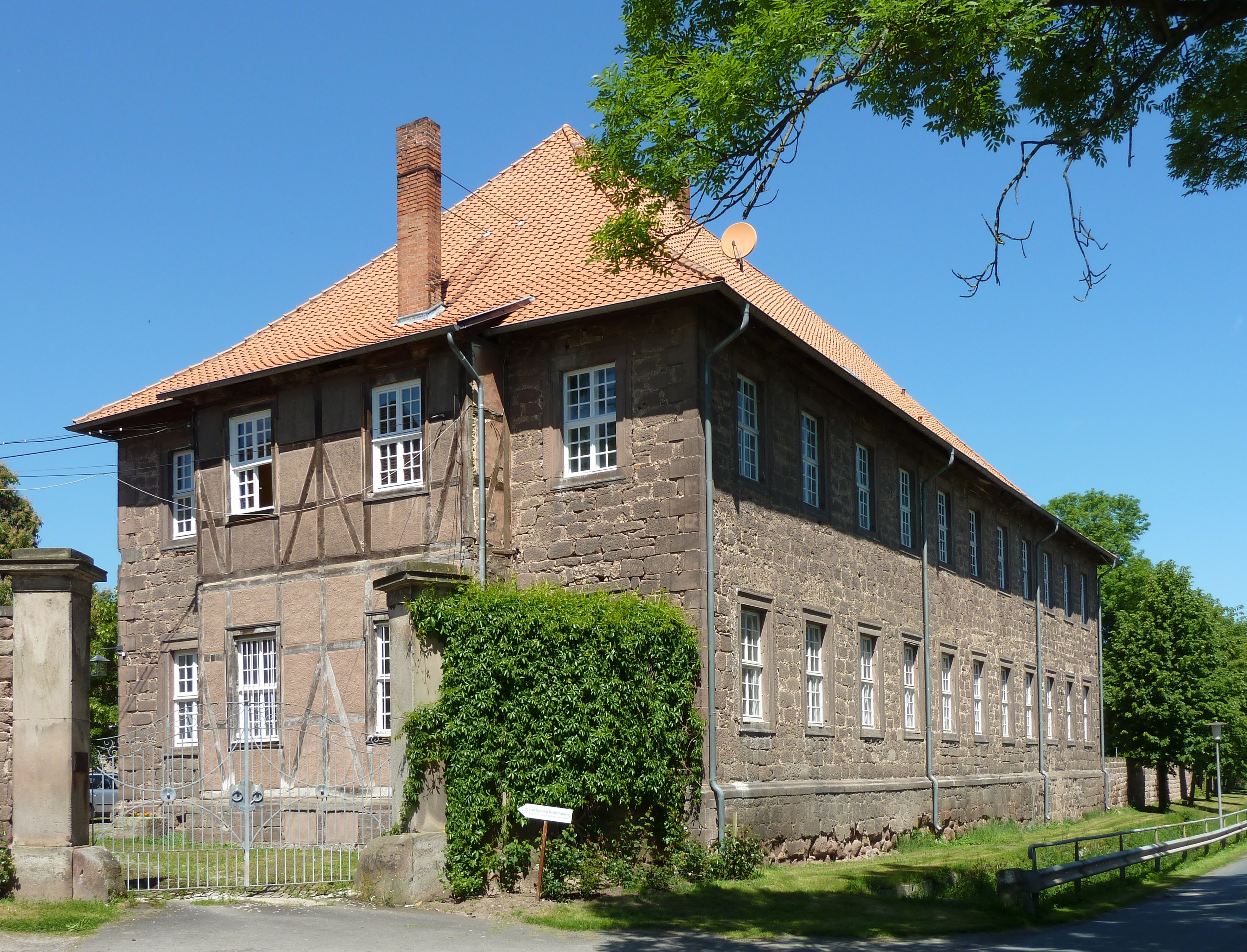
Manoir de Niedergandern, Basse-Saxe

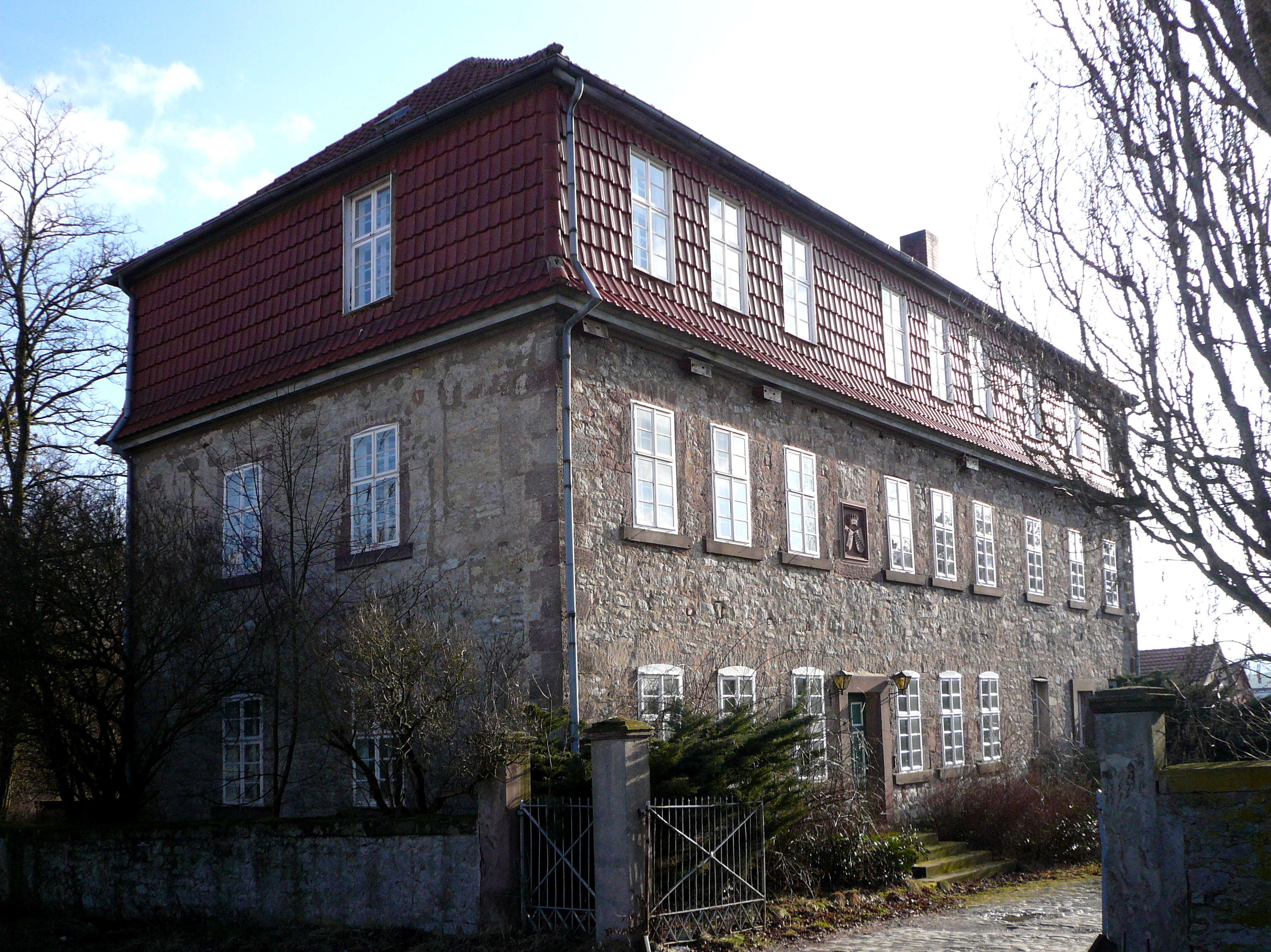
Manoir de Reckershausen, Basse-Saxe

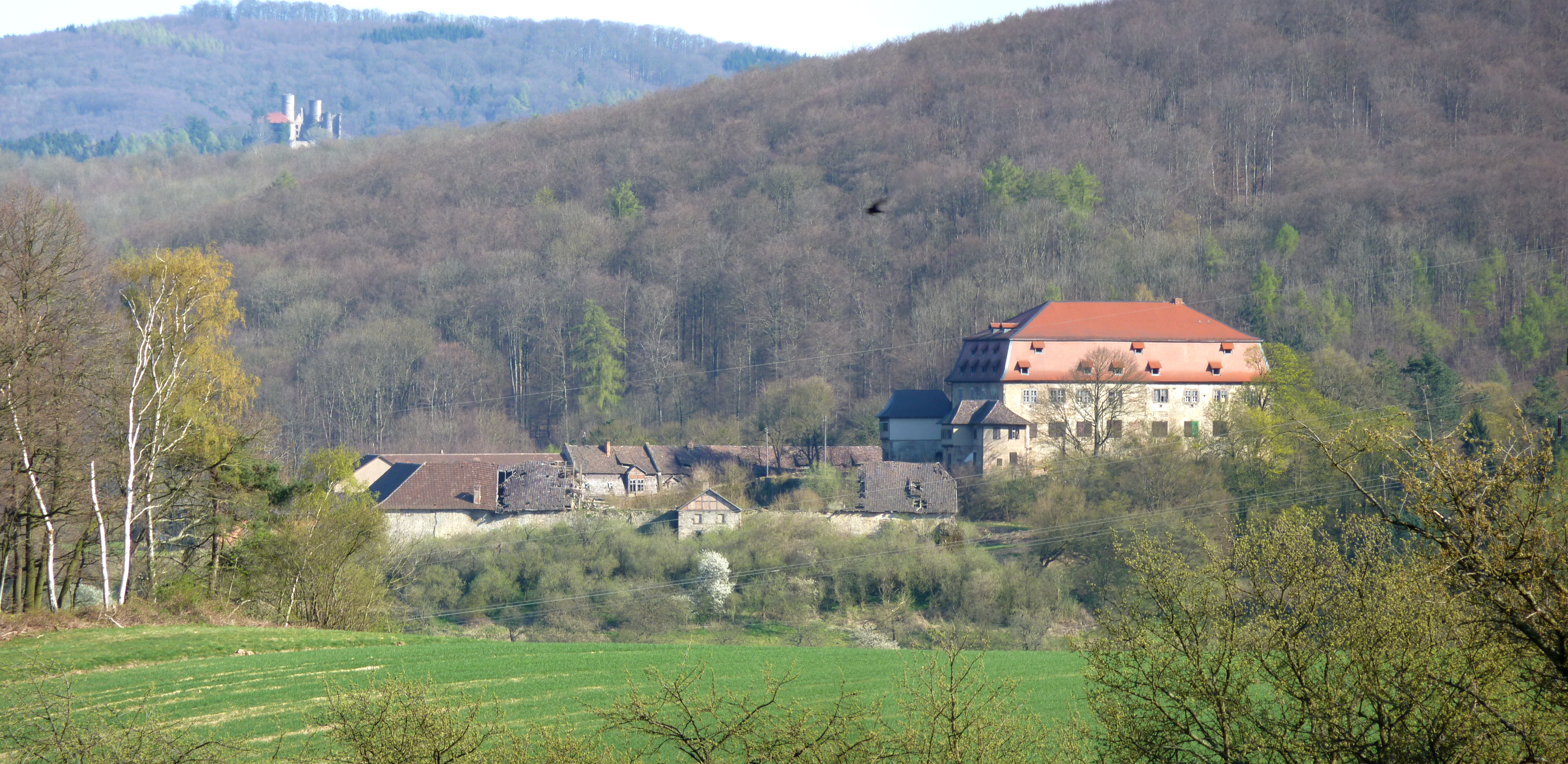
, Hesse

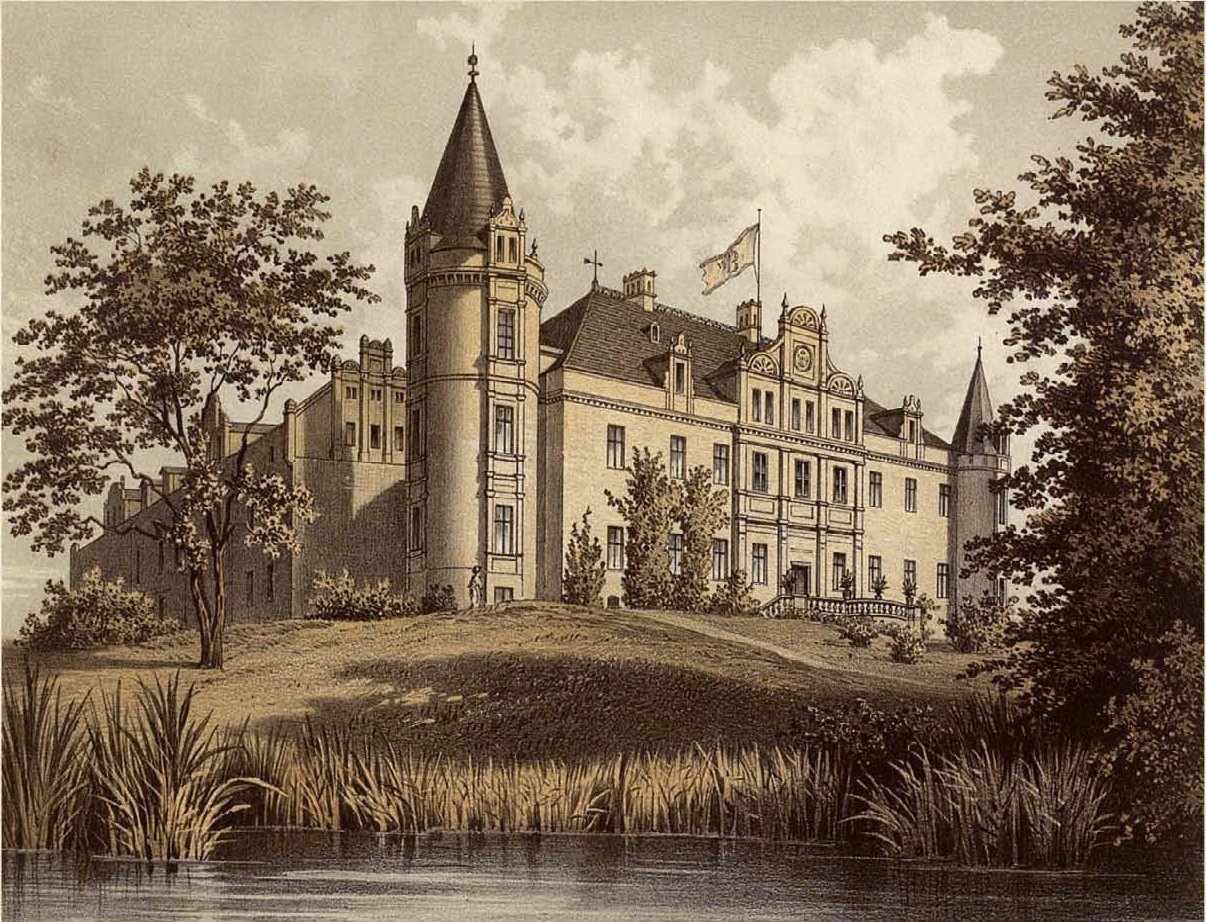
Manoir de Burgkemnitz, Saxe-Anhalt

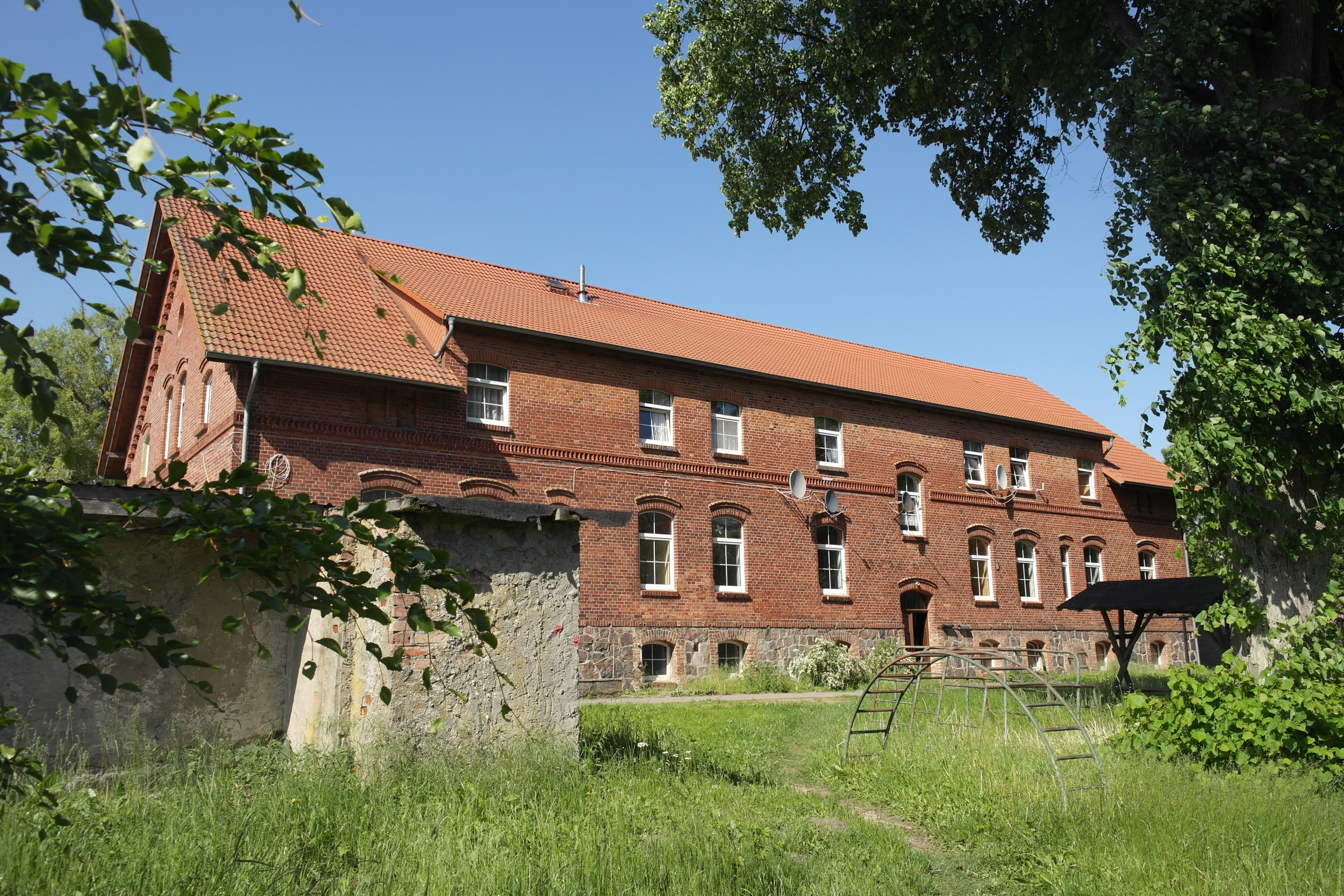
Manoir d'Helpt, Mecklembourg

En 1318, Bruno von Bodenhausen est inféodé par le duc Othon le Doux avec, entre autres, le bailliage de Niedergandern ; le manoir là-bas avec sa propriété subsidiaire de Reckershausen est resté en possession de la famille à ce jour.
En 1373, Heiligenstadt en Thuringe est la propriété ou une partie de la propriété de la famille. En Basse-Hesse (de), la famille s'étend fortement et acquiert le château d'Arnstein (de) près de Witzenhausen en 1560 et le château de Mühltroff (de) dans le Vogtland en 1614. Le château d'Arnstein est resté dans la famille jusqu'en 1938.
Au cours du XVIIIe siècle, d'autres propriétés s'ajoutent en Saxe électorale (par exemple Niedertrebra). Dans l'Anhalt, la famille est fortunée aux XVIIe et XVIIIe siècles et est encore inféodée à Trebbichau. Des membres de la famille possèdent également temporairement des biens dans l'Altmark, en Westphalie et en Silésie, puis principalement en électorat de Hesse.
Melchior von Bodenhausen, seigneur d'Arnstein et de Niedergandern et petit-fils de Heinrich von Bodenhausen et de Catharina von Kerstlingerode, est en 1521 conseiller du landgrave de Hesse à la Diète de Worms. Ses fils Otto Heinrich et Wilke perpétuent la lignée. Le fils d'Otto Heinrich, seigneur entre autres d'Arnstein et de Wülfingerode, Krafft von Bodenhausen, devient conseiller de l'électorat de Mayence et l'électorat de Saxe, assesseur du tribunal de grande instance de l'Eichsfeld, colonel à cheval et capitaine des bureaux de Torgau (de) et Liebenwerda (de). En partant de Kraft von Bodenhausen, la lignée continue de la branche de Radis à partir de la fin du XVIe siècle est également bien documentée du point de vue généalogique.
Cuno Odomar von Bodenhausen, petit-fils d'Otto Heinrich, devient membre de la société des fructifiants sous le nom de "le confortable".
Au milieu du XVIIe siècle, Hans von Bodenhausen est maréchal en chef de la cour de Saxe et Otto von Bodenhausen est à la même époque conseiller secret du prince de Brandebourg-Culmbach. Melchior Otto von Bodenhausen, seigneur de Mühltroff dans le Vogtland, épouse une fille de la famille noble silésienne von Reiswitz et acquiert ainsi le manoir de Grabowka près de Ratibor en Haute-Silésie.
Au XVIIe siècle, Melchior von Bodenhausen (fils de Wilke) achète le domaine de Leubnitz à Hildebrand Eichelberg Trützschler. Par la suite, un litige éclate avec les héritiers de Leonhard von Milkau (de) zu Christgrün au sujet de la garantie de 2000 florins, outre les intérêts accumulés, vis-à-vis des co-acquéreurs Wolff Wilhelm Trützschler (de). Le différend juridique commence en 1616 et se prolonge jusqu'à un accord final entre les héritiers milkauiens et Franz Wilke von Bodenhausen (fils d'Otto von Bodenhausen) en 1645.
Vers 1700, Kraft Burchhard von Bodenhausen, petit-fils du susmentionné Kraft von Bodenhausen auf Radis, acquiert le manoir de Brandis en Saxe ; Entre 1724 et 1727, son fils Otto Wilhelm von Bodenhausen (de) fait construire le château de Brandis (de) selon les plans de David Schatz (de).
De 1905, et respectivement de 1911 à 1945, les domaines mecklembourgeois de Groß Miltzow et Helpt appartiennent à la famille Bodenhausen.

#### Formation dans les internats de la noblesse
Pour se préparer à leur carrière d'agriculteurs et de forestiers, au service de l'État et au service militaire, les Bodenhausen ont de tout temps fréquenté différents lycées également à Berlin ainsi que des internats nobiliaires de tradition. L'école de l'abbaye de Roßleben et l'école de l'abbaye d'Ilfeld sont les plus fréquentes,.

### Changements de rang
Le 2 août 1669 à Vienne, Franz Wilke von Bodenhausen reçoit le titre de baron d'Arnstein, Mühltroff et Leibnitz.
Ernst von Bodenhausen (de) (1785-1854), junior de chambre à la cour de Jérôme Bonaparte, est élevé, avec ses deux frères cadets, au rang de baron dans le royaume de Westphalie le 6 mars 1812.
Hans von Bodenhausen, propriétaire du fidéicommis sur Degenershausen (de), et le propriétaire respectif du fidéicommis et descendant de ses parents, reçoit le 6 juin 1859 à Berlin l'autorisation prussienne de porter le nom de von Bodenhausen genannt Degener. Lui et ses frères Julius et Bodo von Bodenhausen reçoivent l'autorisation prussienne de porter le titre de baron le 15 décembre 1869 à Berlin, Conrad von Bodenhausen (zu Abtsdorf), futur vice-amiral, le 28 mai 1870 à Berlin et les autres membres de la branche de Radis le 10 juin 1874 à Berlin.
Une autorisation de l'Anhalt de porter le titre de baron pour Bodo von Bodenhausen auf Radis, chambellan du duc d'Anhalt, a lieu le 1er mai 1875.
Arthur von Bodenhausen, fidéicommissaire de Reckershausen, obtient le 12 juillet 1891 à Londres une autorisation prussienne de continuer à porter le titre de baron.
Le 2 octobre 1912, Arthur baron von Bodenhausen, lieutenant-colonel royal saxon, et Gustav baron von Bodenhausen, major royal saxon et plus tard fidéicommissaire sur Niedergandern, sont inscrits au livre de la noblesse royale saxonne sous le numéro 416.

## Blason
Blason des armoiries de la famille : « Trois (2:1) croissants de lune (de) rouge en argent. Sur le grand casque perlé rouge-argent (sur un bouclier penché) avec un lambrequin rouge-argent une colonne (de) issant (de), conique, argentée décorée au sommet de trois plumes de coq rouges et deux argentées, décorée latéralement d'un croissant rouge croissant et décroissant lune. "
En raison de la similitude des armoiries, une parenté tribale avec les von Hanstein de l'Eichsfeld voisin est probable.

## Personnalités
- Heinrich et Günther von Bodenhausen, magistrats sur le Rusteberg (de) (1393)
- Margaretha von Bodenhausen, abbesse de l'abbaye de Beuren (de) (1519-1537)
- Hans von Bodenhausen (de) (1606-1684), officier royal danois
- Bodo von Bodenhausen (de) (1633-1700), juriste , fonctionnaire de la cour et propriétaire d'un manoir
- Otto Wilhelm von Bodenhausen (de) (1680–1754), gouverneur d'arrondissement à Leipzig
- Bodo Friedrich von Bodenhausen (de) (1705-1781), ministre des duchés de Brême-et-Verden
- Ernst von Bodenhausen (de) (1785–1854), ambassadeur hanovrien à Vienne
- Rudolph Woldemar von Bodenhausen (de) (1826–1900), lieutenant et député de la première chambre du Parlement saxon (de)
- Bodo von Bodenhausen (1836-1919), lieutenant-général prussien
- Hans von Bodenhausen-Degener (de) (1839-1912), propriétaire de manoir et député de la chambre des seigneurs de Prusse
- Julius von Bodenhausen (de) (1840–1915), député du Reichstag
- Hans von Bodenhausen (de) (1841-1921), juriste et administrateur de l'arrondissement de Bitterfeld (de), député du Reichstag
- Conrad von Bodenhausen (1848–1938), vice-amiral allemand, commissaire du Reich auprès de l'Office maritime de Hambourg
- Cuno von Bodenhausen (de) (1852–1931), peintre
- Arthur von Bodenhausen (1859–1914), général
- Bodo von Bodenhausen (de) (1860-1911), administrateur de l'arrondissement de Wittemberg (de) et propriétaire d'un manoir
- Edwin von Bodenhausen (1860–1920), lieutenant-général prussien
- Eberhard von Bodenhausen dit Degener (1868-1918), historien de l'art du modernisme viennois
- Kraft von Bodenhausen (de) (1871–1952), administrateur de l'arrondissement de Bitterfeld (de)
- Erpo von Bodenhausen (1897–1945), lieutenant-général allemand

## Témoins matériels
Dans l'église de Radis, il y a une pierre tombale en grès avec une inscription et des armoiries 2 × 8 pour Cune von Bodenhausen (1601-1637) sur le mur sud du choeur et une plaque de conception similaire pour Curd von Bodenhausen (1604-1632) sur le mur nord du chœur. Les deux pierres tombales sont de simples sculptures en pierre très bien conservées.